# Blythe Hartley
Blythe Hartley (n. 2 mai 1982, Edmonton, Alberta, Canada) este o săritoare în apă ce a reprezentat Canada, medaliată olimpică. A participat la 2 ediții ale Jocurilor Olimpice (2004, 2008) în care a câștigat o medalie de bronz.